# 55
55 (LV) var ett normalår som började en onsdag i den julianska kalendern.

## Händelser

### Okänt datum
- Nero blir konsul i Rom.
- Corbulo skickas av Nero att lösa ett problem i Parterriket.
- Agrippina d.y. avlägsnas från det kejserliga palatset av sin son Nero, som istället installerar henne i Villa Antonia.
- Den romerske juristen Masurius Sabinus skriver tre böcker om medborgerliga rättigheter.
- Paulus skriver Första Korinthierbrevet och tros ha nedtecknat Galaterbrevet detta år (eller 54).

## Födda
- Epiktetos, grekisk-romersk filosof

## Avlidna
- Britannicus, son till kejsar Claudius (mördad på anstiftan av Nero)